# 定西縣
定西縣，中國曾經設置的一個縣，在今甘肅省定西市安定区。

## 沿革

### 金元
金朝贞元二年（1154年），分鞏州之隴西縣置定西縣，治所在今甘肅省定西市安定区西南香泉鎮。贞祐四年（1216年），割鞏州之定西、安西、通西三縣置定西州，治定西縣。
大蒙古國窩闊台汗八年（1236年），佔領定西縣。至元三年（1266年），省定西等三縣入定西州。

### 中華民國
民國3年（1914年），甘肅省安定縣因與陝西省安定縣重名，改為定西縣，隸蘭山道。
民國16年（1927年），廢蘭山道，定西縣直隸於甘肅省。民國24年（1935年），甘肅省設置行政督察區，定西縣隸第一區（專署駐臨洮縣）。民國30年（1941年）調整轄區後，定西縣直隸於甘肅省。民國33年（1944年），增設第九區（專署駐臨洮縣），定西縣隸之。
民國38年（1949年）8月14日，中国人民解放军占领定西县。8月19日，定西县人民政府成立。陕甘宁边区甘肃行署会宁分区行政督察专员公署移驻定西县。9月22日，会宁分区改称定西分区。

### 中華人民共和國
1955年10月，定西县人民政府改称定西县人民委员会。1968年4月，废除定西县人民委员会，设立定西县革命委员会。1970年，定西专区改称定西地区，革命委员会仍驻定西县。1981年7月，定西县撤销革命委员会，恢复人民政府。
2003年，撤销定西地区，设置定西市，定西县改称安定区。

## 人口
- 1919年：8.6371万人
- 1925年：8.9373万人
- 1928年：7.01万人
- 1934年：5.5072万人
- 1947年：10.8875万人
- 1949年：17.8788万人
- 1953年：20.713万人
- 1962年：23.9038万人
- 1982年：37.0278万人[5]

## 長官
定西縣令（1154年－1236年後）
定西縣尹（1236年後－1266年）
定西縣知事（1914年－1925年）
- 李联庆（1914年－1915年）
- 柴守愚（1916年）
- 袁光铣（1917年）
- 蕭荣策（1917年－1918年）
- 刘一挂（1918年－1919年）
- 陈长龄（1919年－1921年6月）
- 袁光铣（1921年）
- 沈炳文（1922年）
- 熊远猷（1922年）
- 汪秉信（1923年）
- 李钟美（1923年4月－1924年2月）
- 汪真（1924年2月－1925年2月）
- 马长升（1925年3月－10月）

定西縣縣長（1925年－1949年）
- 韩俊杰（1925年11月－1926年3月）
- 张东瀛（1926年3月）
- 姚展（1926年）
- 澹台浚（1927年）
- 达详典（1927年）
- 王起鹏（1927年5月－1928年）
- 林钟毓（1928年－1929年）
- 张庆荣（1930年初－5月）
- 王元（1930年5月）
- 袁光铣（1930年8月）
- 王元（1930年8月－11月）
- 马殿元（1930年11月－1931年4月）
- 刘致君（1931年4月－10月）
- 傅宗汉（1931年10月）
- 黄照临（1931年11月－1932年4月）
- 王伯恭（1932年4月－11月）
- 宁逊生（1932年11月－1933年8月）
- 吴世选（1933年8月－1934年3月）
- 方达观（1934年3月－8月）
- 董健宇（1934年8月－1936年9月）
- 赵青安（1936年9月－1937年2月）
- 陈洁予（1937年2月－10月）
- 谢清（1937年10月－12月）
- 杨成（1938年初－8月）
- 彭楚城（1938年8月－1940年）
- 胡倜群（1940年10月－1941年4月）
- 赵文焕（1941年4月－8月）
- 王润生（1941年8月－1944年3月）
- 王尚仁（1944年3月－1947年5月）
- 阎重义（1947年5月－1949年8月）
- 葛士英（1949年8月14日－19日）

定西縣人民政府縣長（1949年－1955年）
- 葛士英（代，1949年8月19日－22日）
- 刘惠（1949年8月22日－1951年9月）
- 郭杰三（1952年3月－12月）
- 张彦儒（1952年11月－1954年2月）
- 咸有仁（1954年2月－1955年10月）

定西縣人民委員會縣長（1955年－1968年）
- 咸有仁（1955年10月－1965年4月）
- 贾耀明（代，1965年6月－12月）
- 白尚文（1965年9月－1968年4月）

定西縣革命委員會主任（1968年－1981年）
- 王树枝（1968年4月－1969年8月）
- 何天岭（1969年8月－1970年3月）
- 扈景茂（1970年10月－1974年5月）
- 王志信（1974年5月－1978年9月）
- 王存恩（1978年9月－1980年2月）
- 陈景虞（1980年7月－1981年7月）

定西縣人民政府縣長（1981年－2003年）
- 陈景虞（1981年7月－1982年3月）
- 蒲海清（1982年3月－1983年10月）
- 卢秀华（1983年10月－1987年1月）
- 张根生（1987年1月－）[4]
- 王冠军（－2001年9月）
- 李旺泽（代，2001年9月－2002年1月）
- 李旺泽（2002年1月－2003年9月）